# Tendon (gastronomia)

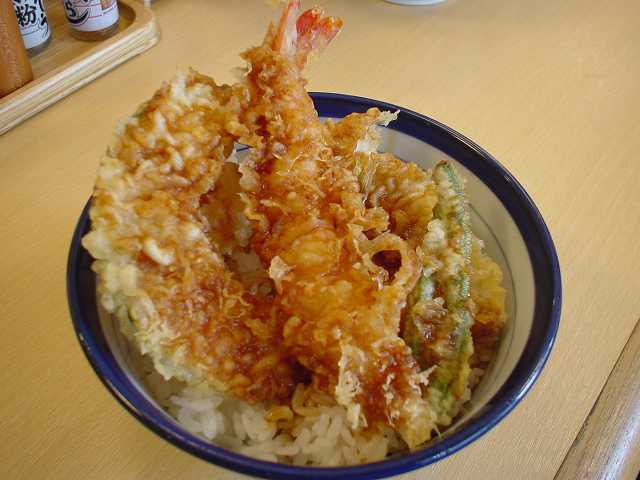
Tendon

Il tendon  (天丼?) è un piatto tipico della cucina giapponese, ricorda per preparazione il katsudon.

## Preparazione
Viene preparato in una ciotola (ovvero il donburi, costituito con una base di riso) con uovo e tempura di scampi o gamberi.